# Wydepczysko

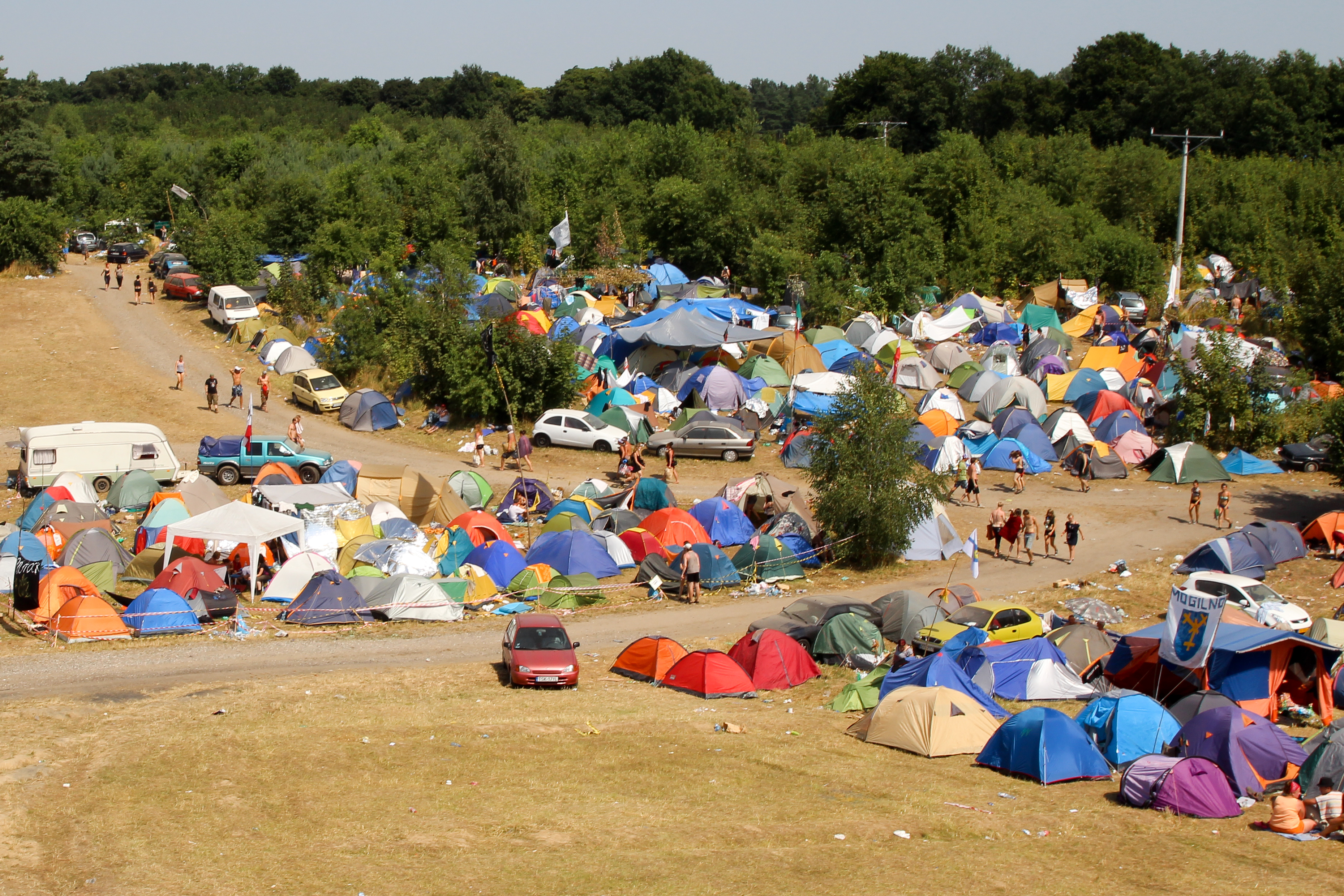
Wydepczyska na polu namiotowym

Wydepczysko – nieleśny zespół roślinny zajmujący niewielkie powierzchnie, na terenach intensywnie eksploatowanych poprzez deptanie i zgniatanie.
Wydepczyska występują na terenach leśnych i łąkowych narażonych na intensywne oddziaływanie pieszego ruchu turystycznego. Mogą to być np. miejsca biwakowe, piknikowe, czy pobocza dróg oraz ścieżek ze szlakami turystycznymi. W miejscach tych często spotykany jest zespół życicy trwałej i babki lancetowatej, czy też babki i głowienki pospolitej (są to gatunki odporne na niszczenie, czy zgniatanie). W uboższych lasach, w pobliżu dróg dominować może natomiast sit chudy. Inne rośliny występujące na wydepczyskach to m.in. izgrzyca przyziemna i mietlica pospolita.